# 喜马灯心草
喜马灯心草（学名：Juncus himalensis）为灯心草科灯心草属的植物。分布于巴基斯坦、喜马拉雅山、印度、不丹、尼泊尔、锡金以及中国大陆的西藏、四川、甘肃、云南、青海等地，生长于海拔2,400米至3,900米的地区，多生长在草地、山坡或河谷水湿处，目前尚未由人工引种栽培。

## 异名
- Juncus himalensis Klotzsch var. schlagintweitii (Buchen.) Buchenau